# Colibrí calçat canós
El colibrí calçat canós (Haplophaedia lugens) és una espècie d'ocell de la família dels troquílids (Trochilidae) que habita els boscos andins del sud-oest de Colòmbia i nord-oest de l'Equador.